# سيد صادق حميد
سيد صادق حميد (10 نوفمبر 1981) لاعب كرة قدم بحريني يلعب حاليا لصالح نادي الدرجة الأولى المالكية البحريني في مركز قلب الدفاع من 1999.